# Louis Daubenton
Louis-Jean-Marie Daubenton, Daubenton também escrito D'Aubenton (Montbard, 29 de maio de 1716 – Paris, 31 de dezembro de 1799) foi um naturalista francês, pioneiro nos campos da anatomia comparativa e paleontologia.

## Biografia
Daubenton nasceu em Montbard, Côte-d'Or. Seu pai, Jean Daubenton, um tabelião, o destinou para a igreja e o enviou a Paris para estudar teologia, mas Louis-Jean-Marie estava mais interessado em medicina. A morte de Jean em 1736 deixou seu filho livre para escolher sua própria carreira e, em 1741, ele se formou em medicina em Reims e voltou para sua cidade natal, planejando exercer a profissão de médico. Por volta dessa época, Georges-Louis Leclerc de Buffon, também natural de Montbard, estava se preparando para lançar uma obra em vários volumes sobre história natural, a Histoire naturelle, générale et particulière, e em 1742 convidou Daubenton para ajudá-lo, fornecendo descrições anatômicas. Em muitos aspectos, os dois homens eram completamente opostos, mas trabalhavam bem em parceria. Em 1744, Daubenton tornou-se membro da Academia Francesa de Ciências como botânico adjunto, e Buffon o nomeou guardião e demonstrador do gabinete do rei no Jardin du Roi.
Na primeira seção da Histoire naturelle, Daubenton deu descrições e detalhes da dissecação de 182 espécies de quadrúpedes, garantindo assim a si mesmo uma grande reputação como anatomista comparativo. Preocupado com a legibilidade e lucratividade da Histoire naturelle, Buffon retirou as descrições anatômicas de Daubenton de edições posteriores, bem como da série sobre pássaros, mas Daubenton continuou a trabalhar em estreita colaboração com Buffon no Jardin du Roi.
Daubenton publicou muitos artigos nas memórias da Académie Royale des Sciences parisiense, apresentando sua pesquisa sobre animais, anatomia comparativa de animais existentes e fósseis, fisiologia vegetal, mineralogia, agricultura e ovelhas merino que ele introduziu com sucesso na França. Ele foi eleito membro da Sociedade Filosófica Americana em 1775. De 1775 em diante, Daubenton lecionou história natural na Faculdade de Medicina e, em 1783, economia rural na escola Alfort. Ele também foi professor de mineralogia no Jardin du Roi. Como conferencista, ele tinha grande reputação e, até o fim, manteve sua popularidade. Em dezembro de 1799, ele foi nomeado membro do senado, mas na primeira reunião a que compareceu, caiu de sua cadeira em um ataque apoplético e, após uma curta doença, morreu em Paris.
O nome de Daubenton é comemorado em vários nomes de espécies, mais notavelmente o lêmure aye-aye (Daubentonia madagascariensis), o morcego de Daubenton (Myotis daubentoni) e uma couve conhecida como couve de Daubenton [fr].